# بازرس ویژه کار
بازرس ویژه کار (انگلیسی: Special Labor Inspector؛ کره‌ای: 특별근로감독관 조장풍) یک مجموعه تلویزیونی کره جنوبی در سال ۲۰۱۹ با بازی کیم دونگ ووک، پارک سه یونگ، ریو دوک هوان و کیم کیونگ نام است. این مجموعه از ۸ آوریل تا ۲۸ مه ۲۰۱۹، روزهای دوشنبه و سه‌شنبه ساعت ۲۲:۰۰ (کی‌اس‌تی) از ام‌بی‌سی پخش شد.